# Arvida Corporation
Pour les articles homonymes, voir Arvida (homonymie).
Arvida Corporation était une importante société de développement immobilier, fondée par Arthur Vining Davis, président d'Alcoa de 1910 à 1957. Le nom de la société est basé sur les deux premières lettres des noms et prénom de son fondateur Arthur Vining Davis.
La société développa de nombreux projets dont 
- la ville homonyme Arvida
- Boca Raton à partir du 21 mars 1959[1]
- Communauté Weston- une ville construite sur 10 000 hectares, conçue pour 20 000 maisons et 60 000 résidents[2].

## Historique
En 1965, la Penn Central Transportation Company prend une participation majoritaire dans Arvida.
En 1970, Penn Central se déclare en faillite et ne sort de cette phase qu'en 1978. La direction d'Arvida souhaite s'émanciper et devenir indépendant. Arvida est dans les années 1980, l'un des plus grands investisseurs immobiliers de Floride.
À l'automne 1983, Richard "Chuck" Cobb propose à son ami Richard Rainwater, gérant les actifs non pétroliers de l'entreprise Bass Brothers, d'investir dans Arvida. Rainwater mets 14 millions d'USD sur la table et la direction 6 millions d'USD. L'entreprise Bass Brothers de Sid Bass achète Arvida à la Penn Central alors en faillite grâce à un effet de levier en déboursant seulement 20 millions d'USD. Le levier permet de lever 183,6 millions d'USD et d'acquérir la société alors valorisée à 203,7 millions d'USD. La Bass Brothers possède alors 70 % d'Arvida.
En mai 1984, Sid Bass propose à Disney d'acheter Arvida pour 300 millions d'USD. Walt Disney Productions annonce le 17 mai 1984 son intention d'acheter Arvida,.
L'achat est finalisé le 6 juin 1984 pour 200 millions de $, soit 3,3 millions d'actions,,. L'achat par Disney fut motivé par la volonté de diluer l'action de Disney afin de contrer une tentative d'OPA de la part de Saul Steinberg, le rachat ayant conduit à une prise de participation de Bass Brothers à hauteur de 5,9 % dans Disney. Après la fin des transactions financières ayant placé Michael Eisner à la tête de Disney, la société Arvida fut vendue en 1987 à la société JMB Realty Corporation pour 404 millions de $.
Toutefois une partie des activités de gestion de projet et d'urbanisme a été conservée, ce qui amena à la création de Disney Development Company, dont le premier responsable a été Peter Rummell, ancien responsable chez Arvida.
En 1997, elle est achetée par la St. Joe Company (en) dont Rummell était devenu le PDG.